# Ліхтарна акула
Акула-диявол, або ліхтарна акула (Etmopterus) — рід акул родини Ліхтарні акули. Має 37 видів. Інша назва «чорна колюча акула».

## Опис
Загальна довжина представників цього роду коливається від 30 до 50 см. За своєю будовою є типовим родом родини ліхтарних акул. Морда сплощена, а її кінчик дещо піднятий догори. Особливістю цих акул є наявність шипів біля основи спинних плавців. Задній плавець на спині та шип біля нього більші за передні. Грудні плавці маленькі, трикутної форми, закруглені на кінці. Анальний плавець відсутній. Забарвлення тіла однотонне (знизу та зверху) від жовто-чорно та суто чорного кольору.

## Спосіб життя
Полюбляють середні та значні глибини — від 100 до 2000 м. Доволі активні хижаки. Живляться глибоководними кальмарами та ракоподібними, а також костистими рибами.
Це яйцеживородні акули. Самиця народжує до 20 акуленят.

## Розповсюдження
Зустрічаються у Тихому, Індійському та Атлантичному океанах.

## Види
- Etmopterus baxteri (Garrick), 1957
- Etmopterus bigelowi (Shirai & Tachikawa), 1993
- Etmopterus brachyurus (Smith & Radcliffe), 1912
- Etmopterus bullisi (Bigelow & Schroeder), 1957
- Etmopterus burgessi (Schaaf-Da Silva & Ebert), 2006
- Etmopterus carteri (S.Springer & G.H.Burgess), 1985
- Etmopterus caudistigmus (Last, G.H.Burgess & Séret), 2002
- Etmopterus compagnoi Fricke & Koch, 1990
- Etmopterus decacuspidatus  (W.L.Y.Chan), 1966
- Etmopterus dianthus (Last, G.H.Burgess & Séret), 2002
- Etmopterus dislineatus (Last, G.H.Burgess & Séret), 2002
- Etmopterus evansi (Last, G.H.Burgess & Séret), 2002
- Etmopterus fusus (Last, G.H.Burgess & Séret), 2002
- Etmopterus gracilispinis (G.Krefft), 1968
- Etmopterus granulosus (Gunther), 1880
- Etmopterus hillianus (Poey), 1861
- Etmopterus joungi (Knuckey, Ebert & G.H.Burgess), 2011
- Etmopterus litvinovi (Parin & Kotlyar), 1990
- Etmopterus lucifer (D.S.Jordan & Snyder), 1902
- Etmopterus molleri (Whitley), 1939
- Etmopterus perryi (S.Springer & G.H.Burgess), 198)
- Etmopterus polli (Bigelow, Schroeder & S.Springer), 1953
- Etmopterus princeps (Collett), 1904
- Etmopterus pseudosqualiolus (Last, G.H.Burgess & Séret), 2002
- Etmopterus pusillus  (R.T.Lowe), 1839
- Etmopterus pycnolepis (Kotlyar), 1990
- Etmopterus robinsi (Schofield & G.H.Burgess), 1997
- Etmopterus schultzi (Bigelow, Schroeder & S.Springer), 1953
- Etmopterus sculptus (Ebert, Compagno & De Vries), 2011
- Etmopterus sentosus (Bass, D'Aubrey & Kistnasamy), 1976
- Etmopterus spinax (Linnaeus), 1758
- Etmopterus splendidus (Ka.Yano), 1988
- Etmopterus tasmaniensis (Myagkov & N.A.Pavlov), 1986
- Etmopterus unicolor (Engelhardt), 1912
- Etmopterus viator (Straube), 2011
- Etmopterus villosus (C.H.Gilbert), 1905
- Etmopterus virens (Bigelow, Schroeder & S.Springer), 1953